# إيفان إرغيتش
إيفان إرغيتش (بالإنجليزية: Ivan Ergić) مواليد 21 يناير 1981 في شيبينيك، جمهورية يوغوسلافيا الاشتراكية الاتحادية، هو لاعب كرة قدم صربي دولي سابق كان يلعب كلاعب وسط. اعتزل اللعب عام 2011 مع بورصا سبور. سبق له أن لعب في كأس العالم لكرة القدم مع منتخب بلاده. بدأ مسيرته الرياضية عام 1999 مع نادي برث غلوري. لعب خلال مسيرته 283 مباراة سجل خلالها 50 هدفاً.

## المسيرة الاحترافية

### أندية لعب لها
- نادي برث غلوري
- يوفنتوس
- نادي بازل
- بورصا سبور

## روابط خارجية
- إيفان إرغيتش على موقع اتحاد تركيا (لاعب) (الإنجليزية)
- إيفان إرغيتش على موقع قاعدة بيانات كرة القدم.إي يو (الإنجليزية)
- إيفان إرغيتش على موقع ناشيونال فوتبول تيمز (الإنجليزية)
- إيفان إرغيتش على موقع Soccerway.com (الإنجليزية)
- إيفان إرغيتش على موقع عالم كرة القدم.نت (الإنجليزية)